# Costa del Pol
La Costa del Pol és una serra situada als municipis de Moià i Collsuspina, a la comarca del Moianès, amb una elevació màxima de 1.061 metres.